# Réz(I)-oxid
A réz(I)-oxid (nyelvújításkori magyar nevén rézélecs) vörös színű por, vízben nem oldódik. Atomrácsos jellegű vegyület. Az összegképlete Cu2O. A természetben rézércként (kuprit) található meg vörös színű kőzetekben. A réz oxigénnel találkozó felülete lassan alakul át oxiddá, mesterségesen magas hőmérsékleten oxidálják nagy nyomáson. További hevítéssel réz(II)-oxidot nyerünk belőle.

## Története
Ez az oxid volt az első anyag, amiről kiderült, hogy félvezető tulajdonságokkal bír. 1924-től kezdve, a szilícium felhasználása előtt használták a félvezetőgyártásban.

## Előállítása
Ha réz(I)-só oldatához hidroxidionokat juttatnak (például lúgoldatot adnak hozzájuk), a réz(I)-oxid csapadék alakjában leválik.
{\displaystyle \mathrm {2\ Cu^{+}+2\ OH^{-}\rightarrow Cu_{2}O+H_{2}O} }
Fehling-próba során a réz(I)-oxid vörös módosulata válik le csapadékként. A Fehling-próba redukáló tulajdonságú szerves vegyületek, például aldehidek vagy egyes cukrok kimutatására szolgál. Ekkor a borkősav rézzel alkotott komplexének lúgos oldatából keletkezik réz(I)-oxid redukcióval.